# 栄光ゼミナール
栄光ゼミナール（えいこうゼミナール、英: Eikoh Seminar）は、Z会ホールディングスの子会社、株式会社栄光により運営される学習塾である。

## 概要
北山雅史が1980年に創業。2008年に北山が引退に伴い持株を手放し、その後佐鳴予備校→進学会と筆頭株主が移行する過程で経営の混乱が続いた（詳しくはZ会ホールディングス#概要を参照）。
2015年にZ会を運営する増進会ホールディングスが株式を取得し子会社化したことで混乱は収拾され、以後は首都圏を中心として各地に学習塾事業を展開している。教室数は738、生徒数は約6万名（2019年12月現在）。

## 沿革
- 1980年 株式会社栄光ゼミナール設立。小中学生を対象とした進学塾として開講。
- 1991年 個別指導ビザビ開講
- 1993年 社名を株式会社栄光に変更。
- 1995年 日本証券業協会に株式を店頭登録
- 1996年 東京証券取引所市場第二部に株式を上場
- 2001年 高校生指導navio開講
- 2009年 Z会と業務提携。
- 2010年 佐鳴予備校が筆頭株主となる。
- 2011年
  - 9月28日 東京証券取引所市場第二部上場廃止
  - 10月3日 持株会社として栄光ホールディングス（現在のZ会ホールディングス）を設立。栄光ホールディングスが東京証券取引所市場第二部に株式を上場。
- 2012年 進学会ホールディングスが筆頭株主となる。
- 2015年 Z会が栄光ホールディングスを子会社化、Z会グループ入りする。

## 中心となる学習塾部門

### 栄光ゼミナール
栄光の黎明期から40年の歴史を持つ。小学校低学年から中学生までのグループ指導を行う。受験指導については私国立中受験、公立中高一貫校受検、高校受験に対応している。少人数指導で一人一人に指導が行き渡りやすい。中学受験コースでは子供ひとりひとりの「学ぶ力」を伸ばすために、「少人数グループ指導（定員12名）」をとっている。高校受験コースでも、約10名の少人数グループによる指導をしている。

### 栄光の個別ビザビ
個別指導を専門とし、30年近い歴史を持つ。担当講師1名が生徒2名（生徒1名の形式もある）を並行指導する。小学生から高校生まで同じ教室で長く通えるのが特徴。例年様々な部門でオリコン第1位を獲得している。

### 大学受験ナビオ
高校生指導専門の教室。グループ指導、個別指導、映像授業を以て最難関大から中堅私大まで幅広く指導。

## 特化した学習塾部門
- エクタス（難関私国立中の受験専門）
- E-Style（都立中高一貫校・都立高校の受検専門）
- アシスト学院（埼玉県立高校の受験専門）

## 教室職員
教室責任者・主任
各教室では「教室責任者」ならびに「主任」を中心として、授業・進路指導を行い、教室運営も担う。
講師・パート
授業を担当する「講師」と事務を担当する「パート」が存在する。各教室に複数名在籍している。
採用試験
職種によって異なる。学科試験・作文・適性検査・面接で構成される。。
初期研修
採用後はまず集合型の初期研修、さらに配属先の教室での現場研修を重ねて勤務に臨む。

## 諸事業

### スクール事業
栄光サイエンスラボ
幼稚園年長から小学6年生までを対象とした、科学実験専門教室。
栄光キッズカレッジ
幼児から大人までを対象とした、カルチャースクール。
VAW栄光ハイスクール
通信制サポート校
ダンサー、美容師、メークアップアーティストなど多様な進路を目指す通信制高校生のサポート
シェーン英会話
英語・中国語の語学教室
カプラン日本校
アメリカで1938年に創立された進学・資格試験予備校。
1996年に業務提携を結び、欧米進学受験予備校として青山に開校。
2005年10月銀座校、12月表参道校(英語学校)開校
EIKOH VIETNAM Inc.
ハノイで唯一の外資100%の日本語教育機関
EIKOH SEMINAR AUSTRALIA PTY.LTD

### 教育ソリューション事業
- （株）エデュケーショナルネットワーク
- （株）ネリーズ
- dc-pros［（株）エデュケーショナルネットワーク教育コンテンツ事業部］
- イー・スタッフ［（株）エデュケーショナルネットワーク人材開発事業部］
- スクールネットワーク［（株）エデュケーショナルネットワーク募集広告事業部］

### （株）エデュケーショナルネットワークシステム事業室
- スタディぴぴ［（株）エデュケーショナルネットワーク新教育事業部］

### 出版・印刷・その他事業
- （株）エデュプレス
- （株）栄光アース

## 過労死問題と労務環境改善
2017年11月、東京都世田谷区の教室に所属していた49歳（当時）の男性職員が、勤務中に倒れ死亡した。その後、遺族からの申し出により労働基準監督署が調査したところ、死亡前の半年間で実際の残業時間が最長で月130時間だった事実が判明。長時間労働が原因の過労死であるとして、1年後の2018年11月に労災認定された。これを受けて全社的に教室現場での労務環境改善が本格化した。